# Modena Football Club 2010-2011
Questa voce raccoglie le informazioni riguardanti il Modena Football Club nelle competizioni ufficiali della stagione 2010-2011.

## Stagione
Nella stagione 2010-2011 il Modena disputa il campionato di Serie B, raccoglie 55 punti con il decimo posto. I canarini per questa stagione sono allenati da Cristiano Bergodi, ottengono 24 punti nel girone di andata e 31 nel girone di ritorno, chiudendo il torneo in una solida posizione di classifica, equidistanti dai Play-off e dai Play-out. Tre giocatori gialloblù sono arrivati a realizzare 9 reti, Cristian Pasquato e Andrea Mazzarani tutte con il Modena, mentre Giuseppe Greco ha firmato 8 reti con il Modena e 1 l'aveva realizzata con il Grosseto, essendo arrivato a Modena con il mercato invernale. Nella Coppa Italia il Modena entra in scena nel secondo turno superando (4-1) il Sorrento, nel terzo turno è stato eliminato nel derby con il Bologna, perdendo l'incontro (3-2).

## Divise e sponsor
Lo sponsor tecnico per la stagione 2010-2011 è Givova, mentre lo sponsor ufficiale è Immergas.
| Casa | Trasferta | Terza divisa |

## Rosa
| N. |                    | Ruolo | Calciatore         |
| -- | ------------------ | ----- | ------------------ |
| 1  | Italia (bandiera)  | P     | Enrico Alfonso     |
| 4  | Italia (bandiera)  | C     | Mirko Velardi      |
| 5  | Italia (bandiera)  | C     | Mattia Spezzani    |
| 6  | Francia (bandiera) | D     | Mahamet Diagouraga |
| 7  | Italia (bandiera)  | D     | Paolo Ricchi       |
| 8  | Italia (bandiera)  | C     | Carlo Luisi        |
| 9  | Albania (bandiera) | A     | Edgar Çani         |
| 10 | Italia (bandiera)  | C     | Andrea Mazzarani   |
| 11 | Italia (bandiera)  | A     | Claudio Bellucci   |
| 12 | Italia (bandiera)  | A     | Francesco Stanco   |
| 13 | Italia (bandiera)  | D     | Simone Gozzi       |
| 19 | Italia (bandiera)  | C     | Leonardo Colucci   |
| 20 | Italia (bandiera)  | C     | Cris Gilioli       |

| N. |                   | Ruolo | Calciatore           |
| -- | ----------------- | ----- | -------------------- |
| 21 | Italia (bandiera) | C     | Domenico Giampà      |
| 22 | Italia (bandiera) | D     | Andrea Milani        |
| 23 | Italia (bandiera) | D     | Juri Tamburini       |
| 25 | Italia (bandiera) | D     | Nicola Canzian       |
| 26 | Italia (bandiera) | D     | Filippo Carini       |
| 27 | Italia (bandiera) | D     | Erminio Rullo        |
| 30 | Italia (bandiera) | A     | Giuseppe Greco       |
| 32 | Italia (bandiera) | C     | Maurizio Ciaramitaro |
| 50 | Italia (bandiera) | D     | Armando Perna        |
| 77 | Italia (bandiera) | A     | Cristian Pasquato    |
| 88 | Italia (bandiera) | C     | Francesco Signori    |
| 90 | Italia (bandiera) | A     | Riccardo Pasi        |
| 99 | Italia (bandiera) | P     | Matteo Guardalben    |

## Organigramma societario
Area direttiva
- Presidente: Ninetto Sgarbi
- Vice presidente: Maurizio Rinaldi
- Consiglieri: Fulvio Martini

Area organizzativa
- Team manager: Marco Montepietra
- Segretario sportivo: Stefano Casolari
- Segreteria: Andrea Russo
- Responsabile sicurezza: Stefano Zoboli
- Responsabile amministrativo: Roberta Garaldi

Area comunicazione e marketing
- Responsabile comunicazione: Francesco Iacopino
- Ufficio marketing: Simone Palmieri, Annalisa Bollini

Area tecnica
- Direttore sportivo: Fausto Pari
- Allenatore: Cristiano Bergodi
- Vice allenatore: Luigi Ciarlatini
- Accompagnatore: Umberto Barberini
- Preparatore dei portieri: Fabrizio Ferron
- Preparatore atletico: Marco Oneto, Cristian Freghieri
- Magazziniere: Andrea Carra
- Responsabile settore giovanile: Daniele Albinelli

Area sanitaria
- Responsabile sanitario: Fabrizio Corghi
- Massaggiatori: Andrea Casali, Corrado Pizzarotti

## Calciomercato

### Sessione estiva(dall'1/7 all'1/9)
| Arrivi | Arrivi            | Arrivi    | Arrivi        |
| R.     | Nome              | da        | Modalità      |
| ------ | ----------------- | --------- | ------------- |
| P      | Matteo Guardalben | Sampdoria | svincolato    |
| D      | Andrea Milani     | Ancona    | svincolato    |
| D      | Francesco Signori | Sampdoria | prestito      |
| D      | Nicola Canzian    | Atalanta  | prestito      |
| C      | Mirko Velardi     | Palermo   | prestito      |
| C      | Riccardo Pasi     | Parma     | prestito      |
| C      | Andrea Mazzarani  | Udinese   | prestito      |
| A      | Claudio Bellucci  | Livorno   | svincolato    |
| A      | Edgar Çani        | Palermo   | prestito      |
| A      | Cristian Pasquato | Juventus  | prestito      |
| A      | Cris Gilioli      | Cremonese | fine prestito |
| A      | Francesco Stanco  | Valenzana | fine prestito |

| Partenze | Partenze           | Partenze | Partenze      |
| R.       | Nome               | a        | Modalità      |
| -------- | ------------------ | -------- | ------------- |
| P        | Antonio Narciso    | Grosseto | definitivo    |
| P        | Marco Silvestri    | Chievo   | definitivo    |
| D        | Roberto Cortellini |          | svincolato    |
| D        | Cesare Rickler     | Chievo   | fine prestito |
| D        | Giorgio Russo      | Melfi    | definitivo    |
| C        | Ahmed Guilouzi     | Carpi    | prestito      |
| A        | Koffi              |          | svincolato    |
| C        | Alex Pinardi       |          | svincolato    |
| C        | Michele Troiano    | Sassuolo | definitivo    |
| A        | Salvatore Bruno    |          | svincolato    |
| A        | Domenico Girardi   | Chievo   | fine prestito |

### Sessione invernale(dal 3/1 al 31/1)
| Arrivi | Arrivi               | Arrivi   | Arrivi     |
| R.     | Nome                 | da       | Modalità   |
| ------ | -------------------- | -------- | ---------- |
| D      | Wágner Fogolari      | Cosenza  | svincolato |
| D      | Erminio Rullo        | Napoli   | definitivo |
| C      | Maurizio Ciaramitaro | Palermo  | definitivo |
| A      | Giuseppe Greco       | Grosseto | prestito   |

| Partenze | Partenze       | Partenze | Partenze      |
| R.       | Nome           | a        | Modalità      |
| -------- | -------------- | -------- | ------------- |
| D        | Nicola Canzian | Atalanta | fine prestito |

## Risultati

### Serie B

#### Girone di andata
| Arbitro: | Ostinelli (Como) |

|                |           |  |
| Pasquato 90+4’ | Marcatori |  |

| Arbitro: | Corletto (Castelfranco Veneto) |

|            |           |              |
| Giorgi 25’ | Marcatori | 42’ Pasquato |

| Arbitro: | Giacomelli (Trieste) |

|             |           |  |
| Velardi 43’ | Marcatori |  |

| Arbitro: | Gallione (Alessandria) |

|                                       |           |                |
| Cutolo 25’, 64’ Ginestra 90+4’ (rig.) | Marcatori | 45+1’ Pasquato |

| Arbitro: | N. Stefanini (Prato) |

|                                               |           |  |
| R. Colombo 2’ N. Viola 13’ Bonazzoli 20’, 33’ | Marcatori |  |

| Arbitro: | Tommasi (Bassano del Grappa) |

|                  |           |                               |
| Pasquato 8’, 21’ | Marcatori | 68’ Godeas 88’ (rig.) Testini |

| Arbitro: | Nasca (Bari) |

|                            |           |  |
| Ficagna 72’ Larrondo 90+2’ | Marcatori |  |

| Arbitro: | Corletto (Castelfranco Veneto) |

|                   |           |                         |
| Stanco 67’, 90+2’ | Marcatori | 41’ (rig.), 46’ Momenté |

| Modena 13 ottobre 2010, ore 20:45 9ª giornata | Modena        | 0 – 0 | Empoli | Stadio Alberto Braglia\| Arbitro: \| Ciampi (Roma) \| |
| Arbitro:                                      | Ciampi (Roma) |       |        |                                                       |

| Arbitro: | Giancola (Vasto) |

|             |           |              |
| Cariello 1’ | Marcatori | 25’ Bellucci |

| Arbitro: | Pinzani (Empoli) |

|              |           |               |
| Bellucci 20’ | Marcatori | 90+2’ Troiano |

| Arbitro: | Merchiori (Ferrara) |

|  |           |                           |
|  | Marcatori | 21’ Mazzarani 49’ Signori |

| Arbitro: | N. Stefanini (Prato) |

|              |           |              |
| Bellucci 69’ | Marcatori | 3’ Perticone |

| Arbitro: | Calvarese (Teramo) |

|                   |           |  |
| Bonaventura 45+2’ | Marcatori |  |

| Arbitro: | Velotto (Grosseto) |

|               |           |               |
| Cani 51’, 66’ | Marcatori | 9’ Abbruscato |

| Arbitro: | Nasca (Bari) |

|                                |           |                        |
| Sgrigna 3’ D'Ambrosio 55’, 77’ | Marcatori | 11’ Mazzarani 24’ Cani |

| Arbitro: | Giacomelli (Trieste) |

|          |           |                |
| Cani 63’ | Marcatori | 61’ Gabbiadini |

| Arbitro: | N. Stefanini (Prato) |

|                                       |           |               |
| G. Greco 15’ Caridi 61’ Guidone 90+1’ | Marcatori | 25’ Mazzarani |

| Arbitro: | Ciampi (Roma) |

|  |           |                             |
|  | Marcatori | 15’ Ebagua 53’ Neto Pereira |

| Arbitro: | Bagalini (Fermo) |

|             |           |               |
| Gerardi 77’ | Marcatori | 73’ Mazzarani |

| Arbitro: | Velotto (Grosseto) |

|                            |           |            |
| Mazzarani 14’ Pasquato 39’ | Marcatori | 54’ Rubino |

#### Girone di ritorno
| Arbitro: | Baracani (Firenze) |

|  |           |                      |
|  | Marcatori | 30’ Gilioli 66’ Cani |

| Modena 22 gennaio 2011, ore 15:00 23ª giornata | Modena                 | 0 – 0 referto | Ascoli | Stadio Alberto Braglia (4.528 spett.)\| Arbitro: \| Gallione (Alessandria) \| |
| Arbitro:                                       | Gallione (Alessandria) |               |        |                                                                               |

| Arbitro: | Merchiori (Ferrara) |

|                 |           |                      |
| Vantaggiato 11’ | Marcatori | 22’ (rig.) Mazzarani |

| Arbitro: | Ostinelli (Como) |

|              |           |                  |
| G. Greco 73’ | Marcatori | 19’ (aut.) Rullo |

| Arbitro: | Giacomelli (Trieste) |

|                     |           |                                  |
| G. Greco 66’ (rig.) | Marcatori | 40’ (aut.) G. Greco 52’ A. Viola |

| Arbitro: | Cervellera (Taranto) |

|                                  |           |                            |
| Testini 61’ (rig.) R. Taddei 90’ | Marcatori | 21’ Pasquato 46’ Tamburini |

| Arbitro: | Tommasi (Bassano del Grappa) |

|  |           |             |
|  | Marcatori | 34’ Bolzoni |

| Bergamo 1º marzo 2011, ore 20:45 29ª giornata | AlbinoLeffe         | 0 – 0 | Modena | Stadio Atleti Azzurri d'Italia\| Arbitro: \| Merchiori (Ferrara) \| |
| Arbitro:                                      | Merchiori (Ferrara) |       |        |                                                                     |

| Arbitro: | Bagalini (Fermo) |

|  |           |            |
|  | Marcatori | 4’ Signori |

| Arbitro: | Doveri (Roma) |

|                           |           |            |
| G. Greco 39’ Pasquato 49’ | Marcatori | 89’ Zigoni |

| Arbitro: | Tommasi (Bassano del Grappa) |

|                |           |             |
| Magnanelli 75’ | Marcatori | 2’ A. Perna |

| Arbitro: | Baratta (Salerno) |

|              |           |  |
| G. Greco 23’ | Marcatori |  |

| Arbitro: | Corletto (Castelfranco Veneto) |

|  |           |              |
|  | Marcatori | 90’ Pasquato |

| Arbitro: | Pinzani (Empoli) |

|             |           |                            |
| Signori 79’ | Marcatori | 47’ Ruopolo 88’ Bjelanovic |

| Arbitro: | Cervellera (Taranto) |

|                  |           |             |
| Abbruscato 90+1’ | Marcatori | 52’ Gilioli |

| Arbitro: | Tommasi (Bassano del Grappa) |

|            |           |                |
| Stanco 13’ | Marcatori | 20’ R. Bianchi |

| Arbitro: | Baracani (Firenze) |

|                |           |            |
| Piovaccari 65’ | Marcatori | 41’ Stanco |

| Arbitro: | Palazzino (Ciampino) |

|              |           |              |
| G. Greco 23’ | Marcatori | 33’ Sforzini |

| Arbitro: | Corletto (Castelfranco Veneto) |

|                              |           |  |
| Ebagua 45+1’, 57’ Concas 85’ | Marcatori |  |

| Arbitro: | Pinzani (Empoli) |

|                                        |           |              |
| G. Greco 23’, 48’ (rig.) Mazzarani 60’ | Marcatori | 77’ Schiavon |

| Arbitro: | Candussio (Cervignano del Friuli) |

|                           |           |                                |
| Pinardi 31’ Coubronne 74’ | Marcatori | 3’, 76’ Mazzarani 84’ G. Greco |

### Coppa Italia
| Arbitro: | Calvarese (Teramo) |

|                                            |           |           |
| Signori 22’ Giampà 23’ Cani 51’ Stanco 89’ | Marcatori | 79’ Erpen |

| Arbitro: | Brighi (Cesena) |

|                                  |           |                             |
| Ramirez 60’, 88’ Radovanovic 83’ | Marcatori | 32’ Tamburini 61’ Mazzarani |